# クレメンタイン (原子炉)
クレメンタイン (Clementine)は世界初の高速中性子炉のコードネームである。実験スケールの原子炉で、燃料にはプルトニウム、冷却材には水銀を用いており、最大出力は25kWであった。 クレメンタインはニューメキシコ州ロスアラモスのロスアラモス国立研究所に設置されていた。1945年から1946年の間に設計・建設され、1946年中に初臨界を達成 し、1949年には最大出力に達した。 クレメンタインという名前は「いとしのクレメンタイン」にちなんで名付けられたもので、歌詞に出てくるように深い谷に設けられており、運転員は49'ersと呼ばれていた（49は当時のプルトニウム239の暗号名で、原子番号94と原子量239の最後の数字を取ったものであった）。
クレメンタインの目的は、マンハッタン計画後の核兵器開発における素材の核物理的特性の調査であった。民生用増殖炉の実現性に関する調査や各種素材の反応断面積の測定など、さまざまな実験が行われた。

## 炉心設計
炉心は高さ117cm、直径15.2cm、厚さ0.6cmの軟鋼製の円筒で、燃料集合体は直径15cm、高さ14cmの円筒に55個の燃料棒を詰めたものであった。 燃料棒は直径1.64cm、長さ14cmのδ相のプルトニウム239で、厚さ0.5mmの普通炭素鋼で覆われていた。燃料集合体は炉心の底部に置かれた。
炉心は水銀で冷却され、最大熱出力は25kWであった。水銀は可動部のない誘導型電磁ポンプを用いて最大0.15リットル/秒の流量で炉心と熱交換器の間を循環していた。

## 遮蔽構造および支持構造
炉心は中性子反射体および遮蔽構造で覆われており、まず炉心を直接取り囲む15cm厚の円筒型天然ウラン製ブランケットが置かれていた。これは上下に動かせるように上下端が開放されていた。 続いて15.2cm厚の鋼製反射体があり、さらに10cm厚の鉛が置かれていた。最後に、原子炉のほぼ全周を鋼とホウ素配合プラスチックの貼り合わせ材で覆っていた。原子炉全体は支持構造を兼ねた分厚いコンクリートの殻で覆うことで遮蔽が強化されていた。各種の物理実験に用いる高速中性子を取り出すために、遮蔽を貫通する穴がいくつか設けられていた。

## 制御
クレメンタインは遅発中性子の制御を介した反応度制御を初めて実証した原子炉である が、これは設計上の特徴によるというよりも、ごく初期に設計された原子炉であるという側面によるものである。制御はいくつかの手段で実現されていた。上述のとおり、ウラン製ブランケットは上下できるようになっていた。ウラン238は優れた中性子反射体であり、ブランケットの位置を制御することで核分裂反応に寄与する中性子の数を制御することができた。ブランケットを持ち上げるとより多くの中性子が炉心へと反射されて核分裂の頻度が増え、出力を上げることができたのである。
さらに、天然ウランとホウ素10を富化したホウ素からなる2本の停止/制御棒が設けられていた。ホウ素10は優れた核毒であり、炉心に挿入することで反応を停止/制御できた。
原子炉の停止はウラン製ブランケットを落とし、2本の制御棒を炉心中央に挿入して中性子を吸収させて反応を止めることで行った。炉心には20個ほどの穴があり、構成を変えたり制御棒や燃料棒を追加して実験を行うことができた。

## 運用と停止
クレメンタインは1946年から順調に運転されていたが、1950年に粗調整用制御棒に発生した不具合を修理するために停止された。 このとき、天然ウランの棒が破断しているのが見つかったため交換して再起動することになった。
その後、1952年までは再び順調に運転されていたが、今度は燃料棒が破断してしまった。これにより一次冷却材の水銀がプルトニウムや核分裂生成物で汚染されてしまった。これを受けて、「クレメンタインは主要な目的をすべて達成した」として運転を取り止め、解体することが決定された。

## クレメンタインの実験成果
クレメンタインの運転により得られた経験やデータは軍事・民生のどちらにとっても非常に有益なものであった。特筆すべき成果としては、41種類の材料について10%の精度で反応断面積を測定したことが挙げられる。加えて、クレメンタインは高速中性子炉の設計・制御において非常に貴重な経験となった。例えば、水銀は高速中性子炉の冷却材としては熱伝導率が低く有効ではないことが明らかになった。

## 仕様
- 形式： 高速中性子炉
- 燃料： プルトニウム239
- 冷却材： 水銀（最大流量 2 kg/秒)
- 減速材： なし
- 遮蔽： ウラン238・鋼・鉛・ホウ素配合プラスチックの複層構造
- 出力： 最大 25 kW
- 温度： 冷却材入口温度 38℃、冷却材出口温度 121℃、炉心最大温度135℃[4]